# 田中英一 (工学者)
田中 英一（たなか えいいち）は、日本の機械工学者。名古屋大学名誉教授。東海職業能力開発大学校校長。元日本機械学会バイオエンジニアリング部門長。

## 人物・経歴
1972年名古屋大学工学部機械学科卒業。1977年名古屋大学大学院工学研究科機械工学専攻博士課程中退。1978年名古屋大学工学博士。2001年日本機械学会バイオエンジニアリング部門副部門長。2002年日本機械学会バイオエンジニアリング部門部門長。2004年名古屋大学大学院工学研究科機械理工学専攻教授。2010年日本機械学会理事、自動車技術会理事。2015年定年退職、名古屋大学名誉教授、東海職業能力開発大学校校長。日本学術会議連携会員なども務めた。日本機械学会名誉員、自動車技術会フェロー。日本機械学会賞（論文）等受賞。

## 著書
- 『固体力学の基礎』共立出版 2014年